# توماس ويب
توماس ويب (بالإنجليزية: Thomas Webb) هو قاضي أسترالي، ولد في 22 يناير 1845، وتوفي في 22 نوفمبر 1916.